# Andy Sutcliffe
Andrew "Andy" Sutcliffe, född 9 maj 1947 i Mildenhall i  Suffolk, död 13 juli 2015 i Pluckley, Ashford i Kent, var en brittisk racerförare.

## Racingkarriär
Sutcliffe, som varit lovande inom formel 3, försökte kvalificera sig till ett formel 1-lopp för RAM säsongen 1977, men han misslyckades redan i förkvalificeringen.

## F1-karriär
| Säsong | Stall/Tillverkare | Poäng | Placering |
| ------ | ----------------- | ----- | --------- |
| 1977   | RAM (March-Ford)  | 0     | –         |